# U.S. Route 9 (Nueva Jersey)
La U.S. Route 9 (US 9) es una carretera federal en el noreste de los Estados Unidos, que pasa desde Laurel, Delaware al norte y la frontera con Canadá en Champlain, Nueva York. En Nueva Jersey, la ruta pasa por 166,34 mi (267,7 km) desde la terminal Cape May-Lewes Ferry en North Cape May, condado de Cape May, donde los ferry pasa la US 9 a lo largo de la Bahía de Delaware hasta Lewes, Delaware, al norte con el Puente George Washington en Fort Lee, condado de Bergen, donde la ruta a lo largo de la Interestatal 95 (I-95) y la US 1 continua hasta la Ciudad de Nueva York. Desde North Cape May al norte a Toms River en el condado de Ocean, la US 9 está compuesta principalmente por dos carriles, Garden State Parkway pasando cerca de Jersey Shore. A lo largo de este estrecho, pasa por las comunidades de Río Grande, Cape May Court House, Somers Point, Pleasantville, Absecon, Tuckerton, Manahawkin y Beachwood. En el área de Toms River, la US 9 pasa brevemente a lo largo de Garden State Parkway antes de dirigirse al noroeste hasta Jersey Shore en el municipio de Lakewood. Al entrar en el condado de Monmouth, la ruta transita en unos suburbios y continua entre Freehold, municipio de Old Bridge, Sayreville y South Amboy. En el municipio de Woodbridge, la US 9 se une con la US 1 y las dos rutas continúan sobre el noreste de Nueva Jersey como la US 1/9 hasta el Puente George Washington.